# Let's Get It On
Let's Get It On é o décimo segundo  álbum de estúdio de Marvin Gaye, lançado em 28 de agosto de 1973, pela Tamla Records. Sessões de gravação deste álbum ocorreram durante os meses de junho de 1970 a julho de 1970 nos estúdios Hitsville U.S.A. e no Golden World Studio em Detroit, e em Hitstville West, de Los Angeles. O primeiro ingresso de Gaye no gênero funk e na música romântica, Let's Get It On incorpora elementos de soul, doo-wop e do subgênero quiet storm, sendo citado pela crítica especializada como "um dos álbuns mais românticos já gravados". 
Após seu estrondoso sucesso com What's Going On, mais voltado à crítica social, Gaye se estabeleceu como um ícone sexual e fundamentou sua figuração no mainstream da música estadunidense. O álbum lançou três singles - a faixa-título, "Come Get to This" e "You Sure Love to Ball"— que obtiveram grande sucesso nas paradas musicais da Billboard. O álbum tornou-se o maior sucesso comercial da carreira do artista e expandiu sua relação criativa com a Motown, sendo uma influência para futuras gerações de músicos de R&B. 
Let's Get It On têm sido considerado por críticos musicais e outros artistas como uma das mais importantes produções no gênero R&B, além de ser a ele creditado o aumento do interesse no gênero funk na década de 1970. Além disto, o álbum figura em 81º lugar na lista dos 200 Álbuns Definitivos do Rock and Roll Hall of Fame.

## Lista de faixas
| Lado 1 |                                  |                           |         |  |
| N.º    | Título                           | Música                    | Duração |  |
| 1.     | "Let's Get It On"                | Marvin Gaye · Ed Townsend | 4:44    |  |
| 2.     | "Please Stay (Once You Go Away)" | Gaye · Townsend           | 3:32    |  |
| 3.     | "If I Should Die Tonight"        | Gaye · Townsend           | 3:57    |  |
| 4.     | "Keep Gettin' It On"             | Gaye · Townsend           | 3:12    |  |

| Lado 2         |                              |                                       |         |  |
| N.º            | Título                       | Música                                | Duração |  |
| 1.             | "Come Get to This"           | Gaye                                  | 2:40    |  |
| 2.             | "Distant Lover"              | Gaye · Gwen Gordy · Sandra Greene     | 4:15    |  |
| 3.             | "You Sure Love to Ball"      | Gaye                                  | 4:43    |  |
| 4.             | "Just to Keep You Satisfied" | Gaye · Anna Gordy Gaye · Elgie Stover | 4:35    |  |
| Duração total: | Duração total:               | Duração total:                        | 31:36   |  |